# Calamagrostis rigida
Calamagrostis rigida là một loài thực vật có hoa trong họ Hòa thảo. Loài này được (Kunth) Trin. ex Steud. mô tả khoa học đầu tiên năm 1840.